# The Well-Groomed Bride
The Well-Groomed Bride (bra: Champanhe para Dois) é um filme estadunidense de 1946, do gênero comédia romântica, dirigido por Sidney Lanfield, e estrelado por Olivia de Havilland, Ray Milland e Sonny Tufts.
Este foi o primeiro filme que de Havilland estrelou após sua batalha judicial de dois anos contra a Warner Bros., no qual ela processou o estúdio para que seu contrato fosse rescindido sem ela ter que fornecer mais seis meses de trabalho para compensar seu tempo de suspensão.

## Sinopse
Em São Francisco, na primavera de 1945, resta apenas uma garrafa de champanhe francês na cidade, que se tornou raro durante a Segunda Guerra Mundial. Dudley Briggs (Ray Milland), um tenente da Marinha, quer o champanhe para batizar seu novo navio; já a bela Margie Dawson (Olivia de Havilland) deseja usá-lo em sua festa de noivado com Torchy McNeil (Sonny Tufts), um tenente do Exército e astro de futebol americano. Uma disputa acirrada pela única garrafa disponível começa entre Dudley e Margie, até que eles percebem que estão se apaixonando um pelo outro.

## Elenco
- Olivia de Havilland como Margie Dawson
- Ray Milland como Tenente Dudley Briggs
- Sonny Tufts como Tenente Torchy McNeil
- James Gleason como Capitão Hornby
- Constance Dowling como Rita Sloane
- Percy Kilbride como Sr. Dawson
- Jean Heather como Wickley
- Jay Norris como Mitch
- John R. Reilly como Buck
- George Turner como Goose

## Produção
O título de produção do filme foi "Night Before".
"The Well-Groomed Bride" foi filmado de 2 de fevereiro até o final de março de 1945. A pré-estreia da produção aconteceu em 10 de maio de 1946, em Nova Iorque. Originalmente, a Paramount havia planejado fazer um filme com o título "The Well-Groomed Bride" em 1942. Manny Seff e George Beck chegaram a ser contratados para desenvolver a história, assim como Melvyn Frank e Norman Panama para escrever o roteiro. O trabalho desses escritores não foi refletido no roteiro de 1945.